# SN 2002ca
SN 2002ca – supernowa typu II odkryta 3 kwietnia 2002 roku w galaktyce UGC 8521. W momencie odkrycia miała maksymalną jasność 17,30m.